# Ocean7
Ocean7 ist ein österreichisches Fachmagazin für Segeln, Motorbootfahren, Fahrtensegelregatten und Wassersport. Die Zeitschrift wurde 2007 von Thomas D. Dobernigg gegründet, der sie seither redaktionell leitet. Ocean7 erscheint zweimonatlich, seit Ende 2012 wird das Magazin von der Satz- und Druck-Team GmbH in Klagenfurt am Wörthersee herausgegeben.

## Inhalte
Ocean7 enthält Informationen für Fahrtensegler. Es werden Reviere vorgestellt, über Erfahrungen und Tipps von Fahrtenseglern berichtet sowie Neuheiten im technischen Bereich besprochen. In dem Magazin berichten regelmäßig namhafte Segler wie die Weltumseglerin Alexandra Schöler, Bobby und Karla Schenk oder Wolfgang Hausner. Der Meeresbiologe Reinhard Kikinger berichtet regelmäßig aus seinem Fachgebiet.

## Kooperationen
Ocean7 arbeitet mit Hochsee-Yachtclubs wie dem Yacht Club Austria (YCA) zusammen. Dessen Mitglieder erhalten das Magazin im Abonnement.